# Asociación Española Contra el Cáncer
La Asociación Española Contra el Cáncer (AECC) es una asociación sin ánimo de lucro integrada por pacientes, familiares, personas voluntarias y profesionales relacionados con la oncología, que desarrolla su actividad en toda España. Su principal objetivo es disminuir el impacto causado por el cáncer y mejorar la calidad de vida de los pacientes. 
En 2023, la organización contaba con 667 959 socios y 1182 profesionales trabajando en la Asociación, así como 34 179 voluntarios.
Desde el año 2010, la reina Letizia es presidenta de honor de la AECC.

## Historia
El año oficial de su fundación es 1953, pero los primeros pasos de la Asociación Española Contra el Cáncer se dieron en 1951. Fue entonces cuando su fundador, José Biosca, tuvo su primer contacto con el cáncer. En concreto, a través del testimonio de una mujer que viajaba a Madrid para acompañar a su hijo enfermo. Sin recursos y desconocedora de lo que era y significaba el cáncer, su situación conmovió a Biosca. Fue entonces cuando tomó la decisión de ayudar a personas en su misma situación.
Desde entonces, la asociación que fundó Biosca empezó a hacerse cargo de los tratamientos de aquellas personas enfermas de cáncer con pocos recursos económicos. No obstante, la Sanidad española todavía era incipiente y fue la Asociación quien se hizo cargo de la compra de la primera bomba de cobalto para el tratamiento radioterápico de las personas con cáncer.
Durante sus primeros años, la Asociación Española Contra el Cáncer adquirió 12 unidades de cobalto que fueron cedidas a otros tantos centros oncológicos públicos. Esta tecnología permitió atender a más de 12.000 pacientes de una manera totalmente gratuita.
El 29 de septiembre de 1966, la Asociación Española Contra el Cáncer fue inscrita, con el número nacional 3.827 de la Sección 1.ª, en el Registro Nacional de Asociaciones. Posteriormente, fue declarada de "Utilidad Pública" por acuerdo del Consejo de Ministros, adoptado en su reunión del día 24 de abril de 1970. 
En 1973, la Asociación se centró en la necesidad de acercar los tratamientos oncológicos a zonas de España que quedaban desatendidas. Para ello se comenzaron a abrir centros oncológicos regionales. La Asociación Española Contra el Cáncer también comenzó a ofrecer mamografías en 1979 y, en 1983, creó el Programa de Diagnóstico Precoz, poniendo en marcha unidades preventivas ambulatorias en 21 sedes provinciales. En esta misma época se empezaron a lanzar campañas enfocadas a la detección precoz y de cribado de cáncer de mama. 
En 1993, la Asociación comienza a ofrecer atención psicológica para dejar de fumar, atención telefónica y cuidados paliativos a domicilio. Además, en ese mismo año, la Asociación también abre su primera residencia para pacientes infantiles. 
La Asociación financió un proyecto de investigación que demostró que el Test de Sangre Oculta en Heces (TSOH) era la prueba coste-eficacia necesaria para la implantación de este programa poblacional. Además, recogió más de 500.000 firmas para que se implantara en la cartera de servicios del Sistema Nacional de Salud y trabajó con las Comunidades Autónomas para que se implantara en sus territorios.
Posteriormente, la Asociación avanza y se da cuenta de que el objetivo no puede ser solo cubrir necesidades, si no detectar las realidades no cubiertas, trasladarlas al Estado y forzar compromisos de cambios duraderos desde la política. En 2003 se firma la declaración de derechos de los pacientes. En ese momento, la Asociación Española Contra el Cáncer adopta también un papel de promotor del cambio. Para ello, comienza a trabajar con las principales instituciones y administraciones sanitarias del país para la adopción de medidas normativas de atención sanitara y de salud pública.
Para conocer la realidad del cáncer y poder aportar información real a las autoridades y a los pacientes, en 2013, se crea el Observatorio del Cáncer. 
En 2016, la actividad de movilización e influencia se convierte en una de las líneas de actuación de su plan estratégico. Así, en 2017, se actualiza la agenda política con una elevada participación de todas las sedes provinciales (80%) y, desde 2018, se ha ido adaptando la hoja de ruta estatal para la defensa de las personas frente al cáncer en todas las Comunidades Autónomas para priorizar temas en cada región y poder incidir de forma más específica en ellos.

### Fundación Científica de la Asociación Española Contra el Cáncer
En 1971 La Asociación Española Contra el Cáncer crea la Fundación Científica para dar un impulso a la investigación en cáncer con el objetivo de seguir aumentando los índices de supervivencia. Entre sus retos de futuro está el seguir trabajando para alcanzar la supervivencia en cáncer a un 70% en 2030. 
Desde que en 1983 se concedieran las primeras becas de investigación, la Asociación no ha dejado de apoyar la investigación. Actualmente, financia más de 500 proyectos de investigación, en los que participan más de 1.000 investigadores que cubren la mayoría de las áreas relacionadas con cáncer. 
A finales de 1991, la Fundación diseñó el plan de apoyo a registros hospitalarios de tumores (RHT). También es responsable de la primera de las bibliotecas monográficas dedicadas al cáncer. Asimismo, desde 2007, la Asociación Española Contra el Cáncer apoya específicamente la investigación en cáncer infantil.
En 2021, la Asociación Española Contra el Cáncer, tras más de 20 años, cambia su imagen corporativa para adaptarse a las necesidades de un nuevo paciente y una sociedad más comprometida, digital y preocupada por la salud. Este cambio responde a una nueva etapa de la Asociación, con el reto de estar aún más cerca del paciente.
Asimismo, tras la pandemia ocasionada por la COVID-19, durante la que los pacientes con cáncer se vieron especialmente afectados, la Asociación Española Contra el Cáncer se marco un nuevo propósito: garantizar la equidad en cáncer. Es decir, lograr una mayor igualdad para que todas las personas tengan las mismas oportunidades para prevenir el cáncer, enfrentarse a la enfermedad y acceder a los resultados de la investigación.
La sede central se encuentra en Madrid y cuenta con delegaciones en todas las provincias españolas. Además, cuenta con servicios telefónicos y en línea a través del número de teléfono gratuito 24 horas.

## Servicios
Además de trabajar en pro de la investigación contra el cáncer, el trabajo de la Asociación Española Contra el Cáncer se centra en la ayuda al paciente, especialmente a aquel con menos recursos. Actualmente, los servicios gratuitos de la Asociación para pacientes y familiares comprenden:
- Asesoramiento médico-sanitario: Se trata de un servicio de orientación general a través del que se aclaran dudas relacionadas con el diagnóstico, los tratamientos y los efectos secundarios. Además, el servicio también ofrece pautas de enfermería para abordar los efectos secundarios de los tratamientos y mejorar el estado de salud, así como la información y preparación para pruebas diagnósticas.
- Atención psicológica: Este servicio presta asesoramiento y apoyo para hacer frente al malestar emocional causado por la enfermedad y los tratamientos con la finalidad de mejorar la comunicación con la familia, los amigos y el equipo médico.
- Atención social: Un servicio de información y orientación sobre prestaciones y recursos sociales para abordar las dificultades laborales derivadas de la enfermedad.
- Voluntariado: Más de 30.000 personas realizan su labor de voluntariado en la Asociación Española Contra el Cáncer. Una labor que se desarrolla abarcando diversas áreas de actuación como es el acompañamiento, la presencia en hospitales o la organización de eventos.

Asimismo, desde la Asociación se ofrece a los pacientes material de apoyo y ortopédico, asistencia jurídico-laboral, ayuda a la inserción laboral, atención a la vulnerabilidad, ayuda administrativa, ayuda para la adaptación de vivienda, pisos y residencias para pacientes en tratamiento, orientación familiar y ayuda para la realización de voluntades anticipadas. 
Desde la Asociación Española Contra el Cáncer también se realizan diferentes estudios para conocer la realidad del cáncer en España. No solo los datos de incidencia de la enfermedad, sino también del impacto que el cáncer provoca en la población española en general y para pacientes y familiares en particular. 
Desde su fundación en 2013, el Observatorio de la Asociación elabora diferentes informes que analizan desde los factores de riesgo al impacto de cada tipo de tumor según clase social o sexo.  Todo ello permite tener una visión global de la situación y tendencias del cáncer en España. 
El Observatorio recopila, organiza y elabora la información dispersa, de índole sanitaria, socioeconómica y psicológica de manera organizada y actualizada. Todo ello para ofrecer una perspectiva completa de la realidad del cáncer en España. 

## Estructura
La estructura interna de la Asociación Española Contra el Cáncer viene determinada por sus Estatutos, registrados en el Ministerio del Interior. Estos establecen los órganos de gobierno de la organización. En el ámbito territorial autonómico, las actividades propias de la Asociación se coordinan por un representante institucional. En el ámbito territorial provincial y en las Ciudades Autónomas de Ceuta y Melilla, cada Junta Provincial cuenta con un Consejo Provincial y un Comité Ejecutivo Provincial. En el ámbito territorial local existen Juntas Comarcales, Insulares y Locales, aunque pudieran existir otros modelos de acuerdo con los estatutos.

## Reconocimientos
- La Asociación ha sido analizada por la Fundación Lealtad y cumple con los Principios de Transparencia y Buenas Prácticas.[9]
- En 2015, la Asociación fue galardonada con la primera edición del Premio Rey Jaime I de Compromiso Social.[10]
- En 2020, el proyecto “Llámalo Cáncer. La realidad detrás de la palabra” de la Asociación recibió el Premio Constantes y Vitales a la Mejor Campaña de Divulgación en prevención médica.[11]